# Distrito Centro (Jerez de la Frontera)
Distrito Centro es uno de los siete distritos de la ciudad de Jerez de la Frontera, en la provincia de Cádiz, España. Cuenta con una población de 34.190 habitantes y una extensión 2,9 km². 
Gran parte del centro histórico de la ciudad es Bien de Interés Cultural con la denominación de Conjunto Histórico Artístico: Casco Antiguo de Jerez de la Frontera (delimitación del Entorno 17-5-1982), identificador RI-53-0000255.
Concentra actividad turista y de restauración

## Barrios
| - San Mateo - San Juan - San Marcos - San Dionisio - San Lucas - El Salvador - Divina Pastora - La Constancia - España - San Pedro - Pío XII | - Plaza de la Estación - Vallesequillo - Calle Porvenir - San Telmo - Cerrofuerte - Plaza de las Angustias - La Alegría - San Miguel - Calle Corredera - Calle Cerrón - Plaza San Andrés | - Plaza Aladro - Puerta de Sevilla - Madre de Dios - Avda. Álvaro Domecq - Calle Ávila - Calle Matadero - Soto Real - Santiago - Calle Asta - Calle Taxdirt |  |